# Montanregion Erzgebirge/Krušnohoří
Die Montanregion Erzgebirge/Krušnohoří ist eine seit dem 11. Jahrhundert entstandene Bergbaulandschaft im Erzgebirge, beiderseits der sächsisch/böhmischen Grenze. Sie ist von einer Vielzahl historisch weitgehend original erhaltener technischer Denkmäler sowie zahlreicher mit dem Montanwesen in Verbindung stehender Einzeldenkmale und Sachgesamtheiten geprägt. Seit 2019 gehört sie zum UNESCO-Welterbe.

## Geschichte
Seit dem ersten Fund von Silbererz im Jahre 1168 in Christiansdorf auf dem Stadtgebiet des heutigen Freiberg, welches dem Freiberger Bergbaurevier zugerechnet wird, wurde im Erzgebirge ununterbrochen bis 1990 Bergbau betrieben. Zu den abgebauten Rohstoffen gehörten im Lauf der Jahrhunderte u. a. Silber, Zinn, Zink, Kobalt, Nickel, Kupfer und Blei, aber auch Steinkohle und Uran wurden bis ins 20. Jahrhundert gewonnen und waren Motoren für die wirtschaftliche Entwicklung Sachsens. Heute werden Vorkommen von Indium, Wolfram, Zinn und Lithium auf ihre Abbauwürdigkeit untersucht.

## Projektfortschritt
- 1999 (September) „Montan- und Kulturlandschaft Erzgebirge“ wird auf die Tentativliste für die Aufnahme in die Liste des UNESCO-Welterbes gesetzt
- 2001 Machbarkeitsstudie für das Projekt
- 2007 Realisierungsstudie
- bis 2012 Untersuchung der Objekte durch Umsetzungsstudien
- 2008 Pilotstudie Schneeberg
- 2009 Pilotstudie Marienberg
- 2010 Pilotstudie Olbernhau
- 2011 (Mai) Umsetzungsstudie Annaberg-Buchholz
- 2011 (Juli) Umsetzungsstudie Ehrenfriedersdorf
- 2011 (Oktober) Umsetzungsstudie Oelsnitz/Erzgeb.
- 2012 zahlreiche Umsetzungsstudien
- 2012 (September) Der ursprüngliche Vorschlag auf der Tentativliste wird durch einen transnationalen Vorschlag ersetzt, der auch Komponenten auf tschechischem Gebiet enthält.
- 2014 (Februar) Antragstellung und offizielle Annahme der Unterlagen durch das Welterbekomitee
- 2015 (Februar) Beginn der Bewertung der eingereichten Unterlagen durch Experten des Internationalen Rates für Denkmalpflege (ICOMOS)
- 2015 (Mai) Gründung des „Welterbe Montanregion Erzgebirge e. V.“ als Voraussetzung für die Trägerschaft, Vermittlung und Weiterentwicklung des künftigen Welterbes; Mitglieder des Vereins sind die Landkreise Erzgebirgskreis, Mittelsachsen und Sächsische Schweiz-Osterzgebirge sowie 33 Städte und Gemeinden
- 2016 (April) Nach offizieller Empfehlung des ICOMOS, den Welterbeantrag vom Februar 2014 noch nicht dem Welterbekomitee zu präsentieren und das Konzept zu schärfen, Rücknahme des Antrags zur Überarbeitung und frühestmöglichen Neueinreichung
- 2017 (Dezember) Unterzeichnung des überarbeiteten Antrages durch die Innenminister aus Sachsen und Tschechien
- 2018 (Februar) erneute Einreichung der Nominierung beim Welterbekomitee
- Am 6. Juli 2019 ernennt das UNESCO-Welterbekomitee die Montanregion Erzgebirge/Krušnohoří zum Welterbe.[1]

Das Projekt wurde durch die Projektgruppe Montanregion Erzgebirge der TU Bergakademie Freiberg unter der Federführung von Helmuth Albrecht wissenschaftlich vorbereitet. In gemeinsamen Arbeitsgruppen wurde mit jeder beteiligten Stadt bzw. Gemeinde eine Umsetzungsstudie erarbeitet. Die in der Realisierungsstudie vorgeschlagenen Objekte wurden geprüft und mit der jeweiligen Kommune abgestimmt. Die Studie beinhaltet eine Beschreibung des nominierten Gutes sowie die bisherigen Schutzmaßnahmen (Denkmalschutz, Naturschutz, Auflistung der Bauleitplanungen). Zudem werden im Rahmen der Untersuchung alle Planungen am und im unmittelbaren Umfeld des nominierten Gutes ermittelt. Damit wird der Forderung der Landesregierung des Freistaates Sachsen nachgekommen, das Projekt Montanregion Erzgebirge und die wirtschaftliche Entwicklung der Region in Einklang zu bringen.
Seit Juli 2010 wurde im Rahmen des EU-Förderprogramms Ziel3 das Projekt „Mitteleuropäische Kulturlandschaft Montanregion Erzgebirge/Krušnohoří -Weg zum UNESCO-Welterbe“ unter der Leitung des Bezirkes Ústí und den Partnern Regionalmuseum Most, Förderverein Montanregion Erzgebirge e. V. und der TU Bergakademie Freiberg durchgeführt. Dabei wurde das sächsische Verfahren der Umsetzungsstudien auch auf der tschechischen Seite des Erzgebirges angewandt. Zudem sollte aus der bereits bestehenden Datenbank MonTE für montanhistorische Denkmale in der Montanregion Erzgebirge eine grenzüberschreitende Datenbank entwickelt werden. Im Jahr 2009 haben die Bezirke Ústí und Karlovy Vary parlamentarische Beschlüsse zur Beteiligung am Projekt Montanregion Erzgebirge herbeigeführt.
Im September 2010 wurde das Regionalmanagement Erzgebirge durch die Landräte und Bürgermeister der Region mit der Projektsteuerung beauftragt.
Am 27. Juni 2011 fand die 1. Welterbekonferenz Erzgebirge in Marienberg statt. Dabei übernahmen 31 Kommunen und 2 Landkreise (Erzgebirgskreis und Mittelsachsen) die Trägerschaft des Antrages. Am 17. August 2011 fanden sich die Mitglieder des Welterbekonventes der Montanregion zur konstituierenden Sitzung zusammen. Seit Januar 2012 sind 33 Städte und Gemeinden und die Landkreise Mittelsachsen, Erzgebirgskreis und Sächsische Schweiz-Osterzgebirge beteiligt.
Im Juli 2011 wurde bekannt, dass die sächsische Landesregierung die ausstehende offizielle Einladung der tschechischen Partner zur Beteiligung am Projekt von einem Bericht über den Stand des Projektes durch das Sächsische Innenministerium abhängig machte. Dieser sollte Ende 2011 fertiggestellt werden. Bei einer gemeinsamen Bewerbung müsste Tschechien ein Jahr vor Antragstellung, Februar 2012, die Montanregion Erzgebirge auf ihre Tentativliste setzen. Demnach käme die Einladung Sachsens zur Projektbeteiligung zu spät. Im Juli 2011 veröffentlichten die Landtagsabgeordneten Tino Günther (FDP) und Alexander Krauß (CDU) eine Pressemitteilung mit dem Vorschlag, das Erzgebirge als Immaterielles Erbe der Menschheit unter Schutz zu stellen. Hingegen initiierten die Bündnis 90/Die Grünen Sachsen im August 2011 eine Petition zur Durchsetzung des Vorhabens Industrie-Kulturlandschaft Montanregion Erzgebirge. Die Petition richtet sich an den sächsischen Landtag, sich für das grenzüberschreitende Projekt als materielles UNESCO-Weltkulturerbe einzusetzen.
Der im Februar 2014 gestellte Aufnahmeantrag wurde im April 2016 zur Überarbeitung zurückgezogen. Seitens des Internationalen Denkmalrates (ICOMOS) wurde eine Überarbeitung des Antrags in folgenden Bereichen angeregt:
- Stärkung des Kulturlandschaftsansatzes durch die Zusammenfassung von Bestandteilen,
- Konzentration auf die Epochen und das Verfahren des Erzbergbaus im Abgrenzung zu vergleichbaren Bergbaukulturlandschaften weltweit sowie bei der Objektauswahl und
- Präzisierung der Beschreibung des sog. „außergewöhnlichen universellen Wertes“ (OUV) im Welterbeantrag durch die stärkere Bezugnahme auf wissenschaftliche, technologische und verwaltungsseitige Errungenschaften des erzgebirgischen Montanwesens.[10]

Im Zuge der Überarbeitung des Antrags wurde die Zahl der sächsischen Bestandteile von ehemals 79 auf 17 und die Zahl der tschechischen von 6 auf 5 reduziert. Nicht mehr antragsgegenständlich waren nun Objekte, die nicht unmittelbar mit dem Erzbergbau sowie den bergbaulichen Prozessen bzw. Bergbaulandschaften verbunden sind, wie z. B. das Schloss Schwarzenberg, die Bergkirche und das Reifendrehwerk in Seiffen, das Geotop „Roter Kamm“ in Bad Schlema und das Kalkwerk Lengefeld. Ein Großteil der gestrichenen Objekte sind als „assoziierte Stätten“ in die Welterbelandschaft eingebunden und stellen potentielle Erweiterungsvorschläge der künftigen Welterbelandschaft dar. Nach der Revision von 2018 wurde die Montanregion 2019 (mit 17 Sachgesamtheiten auf sächsischer und fünf auf tschechischer Seite) in die Liste des Welterbes eingetragen.

## Bestandteile
Nach den Hinweisen der Kommission wurde der Welterbeantrag auf den Erzbergbau konzentriert. Andere Objekte wurden als assoziierte Stätten definiert. Insgesamt umfasst der sächsische Teil 17 Bestandteile in 57 Hauptmerkmalen. Die Bestandteile belegen nicht nur Rohstoffgewinnung und -verarbeitung, sondern auch weitergehende Aspekte der wirtschaftlichen und kulturellen Entwicklung der Region.

### Sachsen

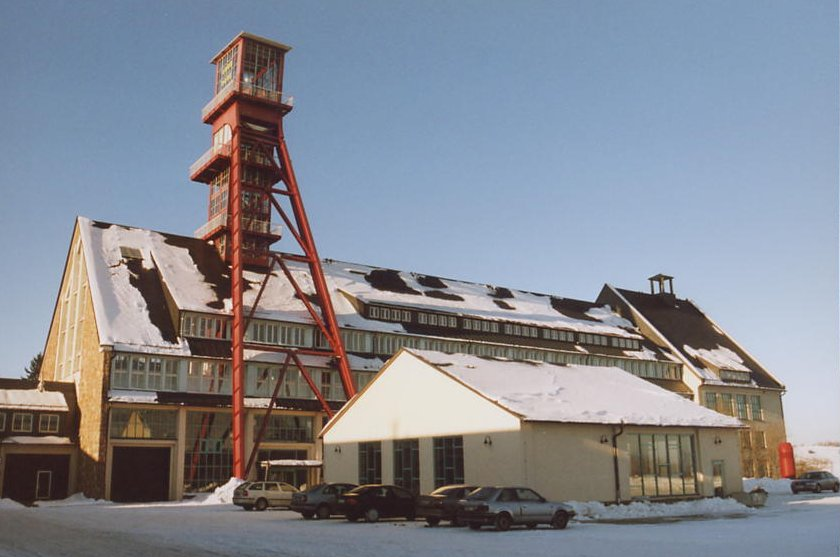
Arno-Lippmann-Schacht Altenberg

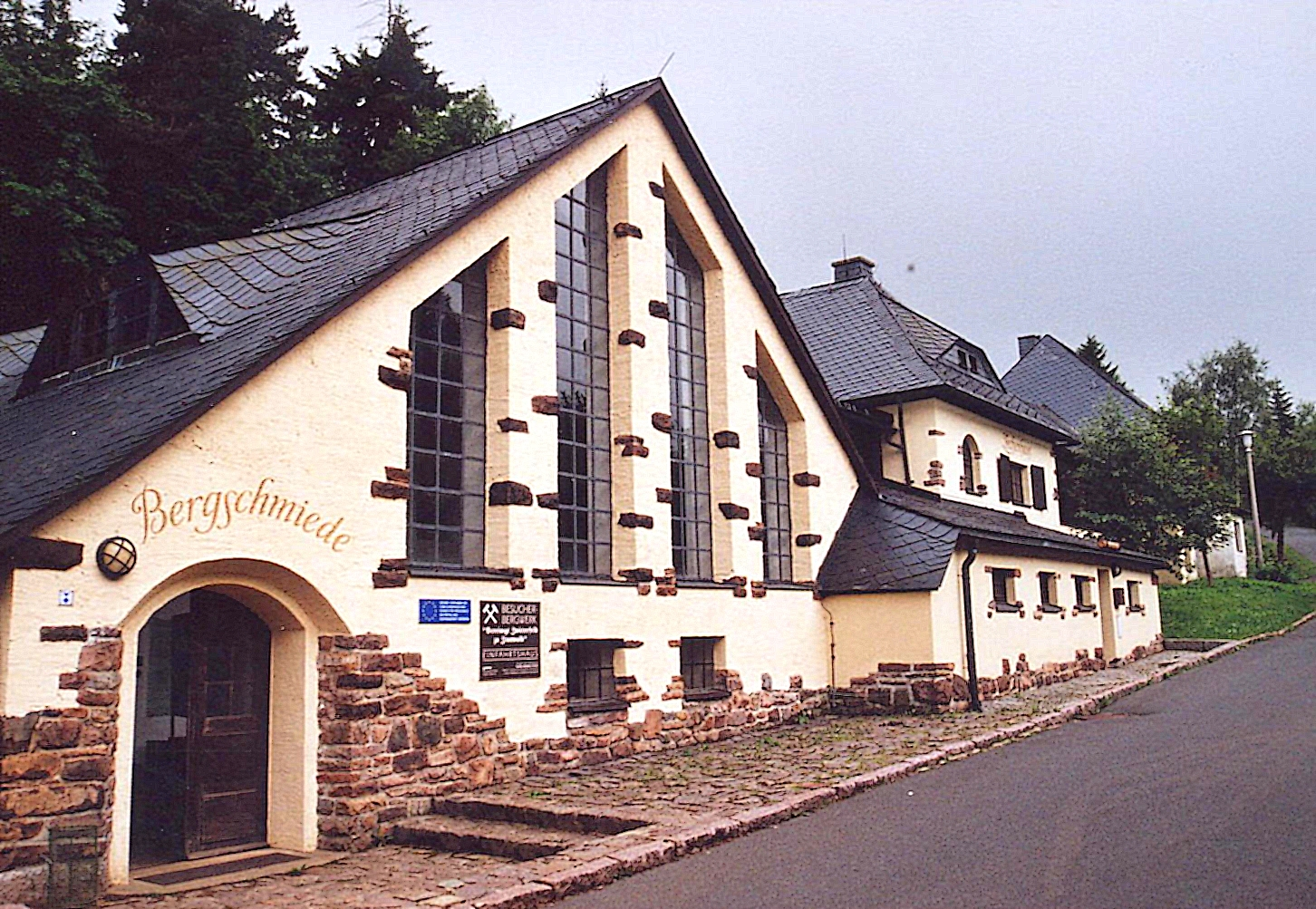
Vereinigt Zwitterfeld zu Zinnwald

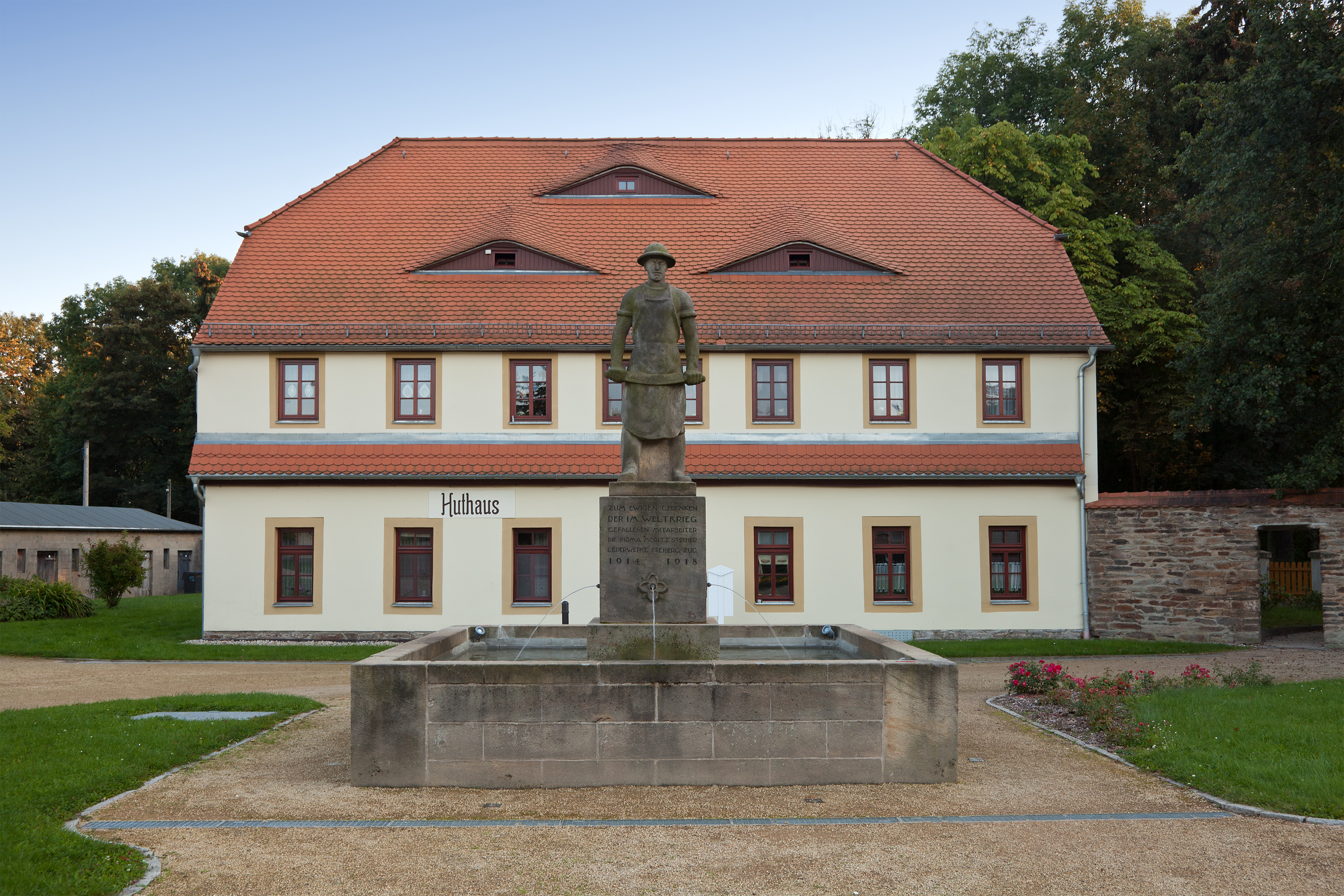
Huthaus Alte Mordgrube Fundgrube

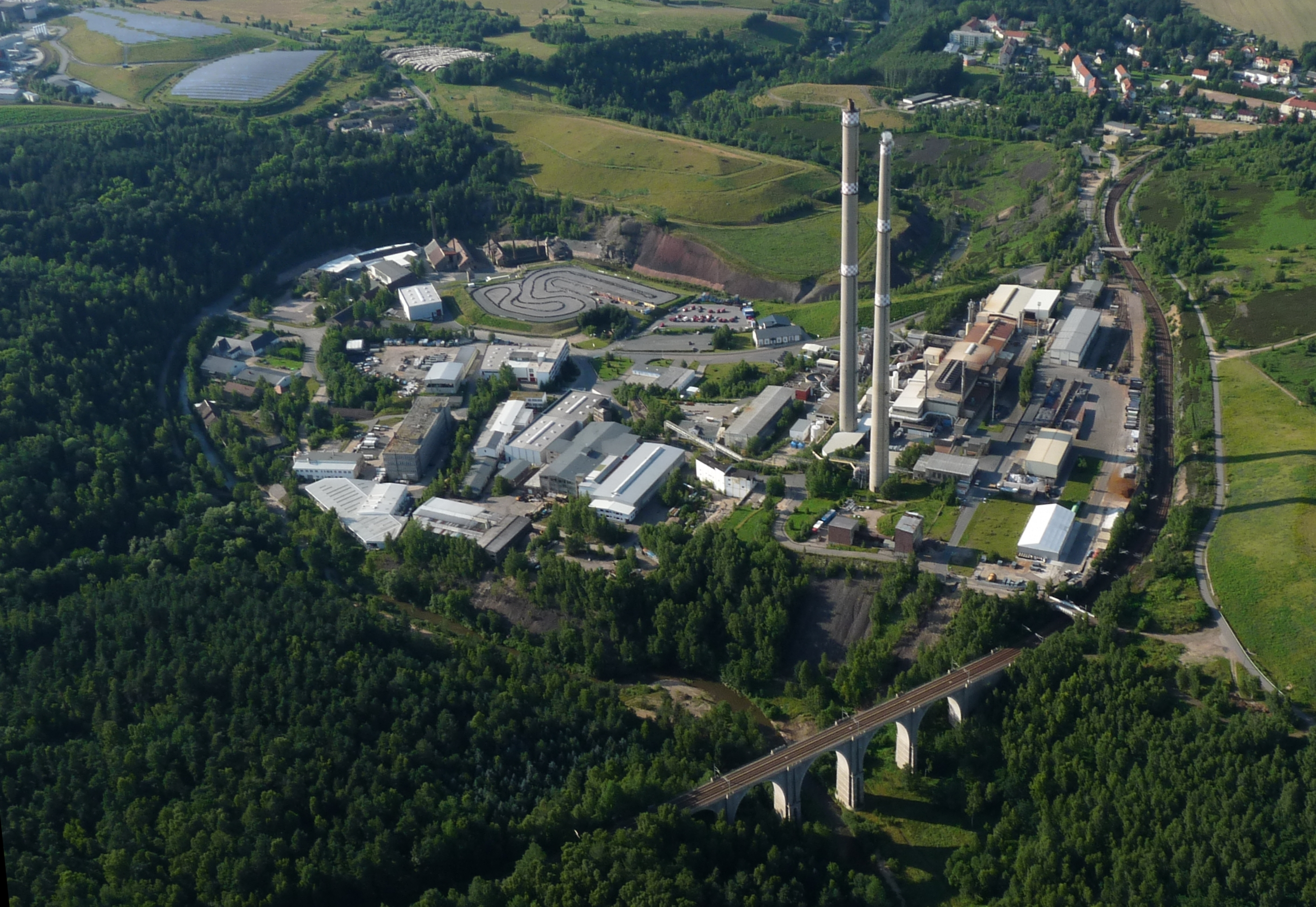
Hüttenkomplex Muldenhütten

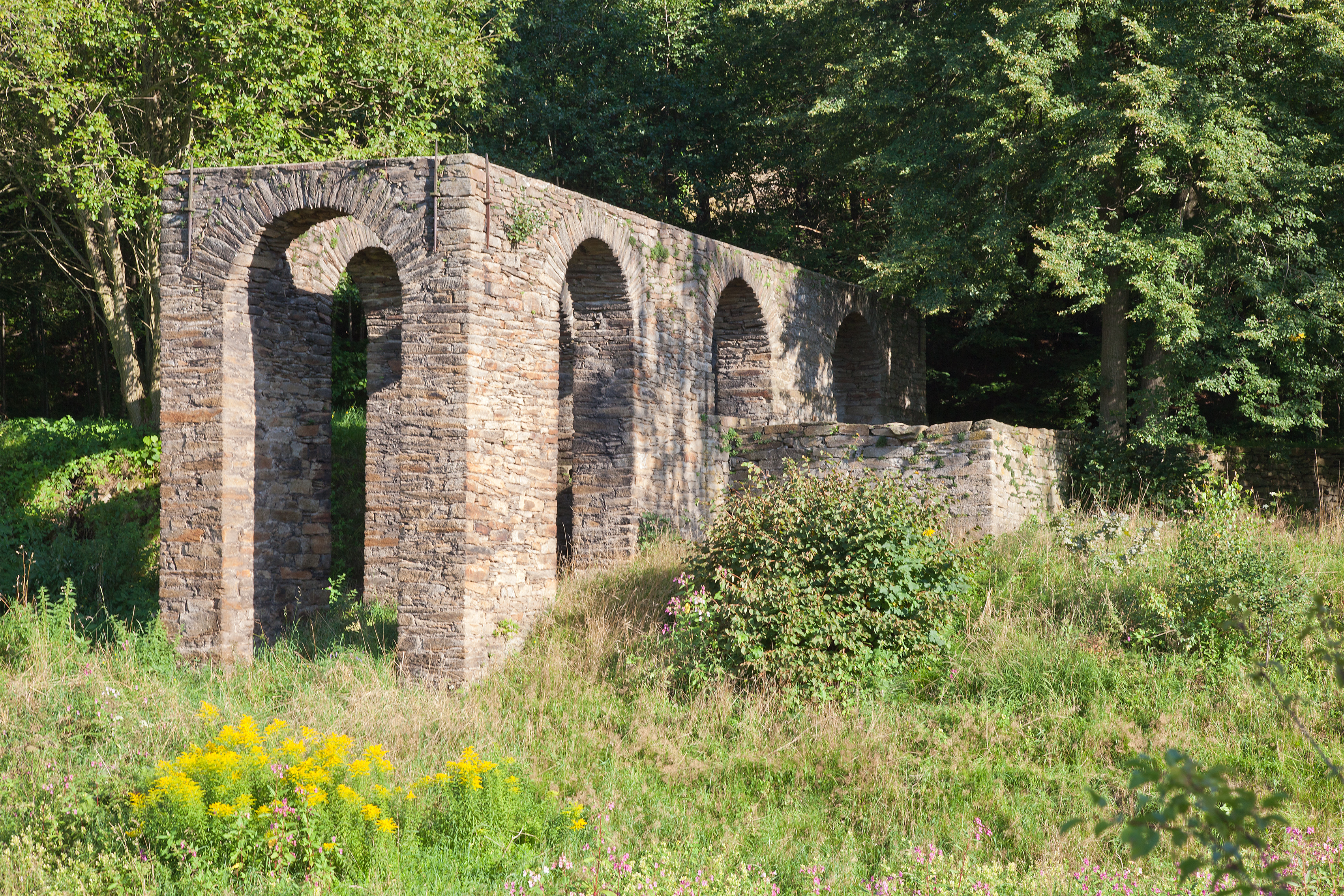
Kahnhebehaus im Verlauf des Erzkanals

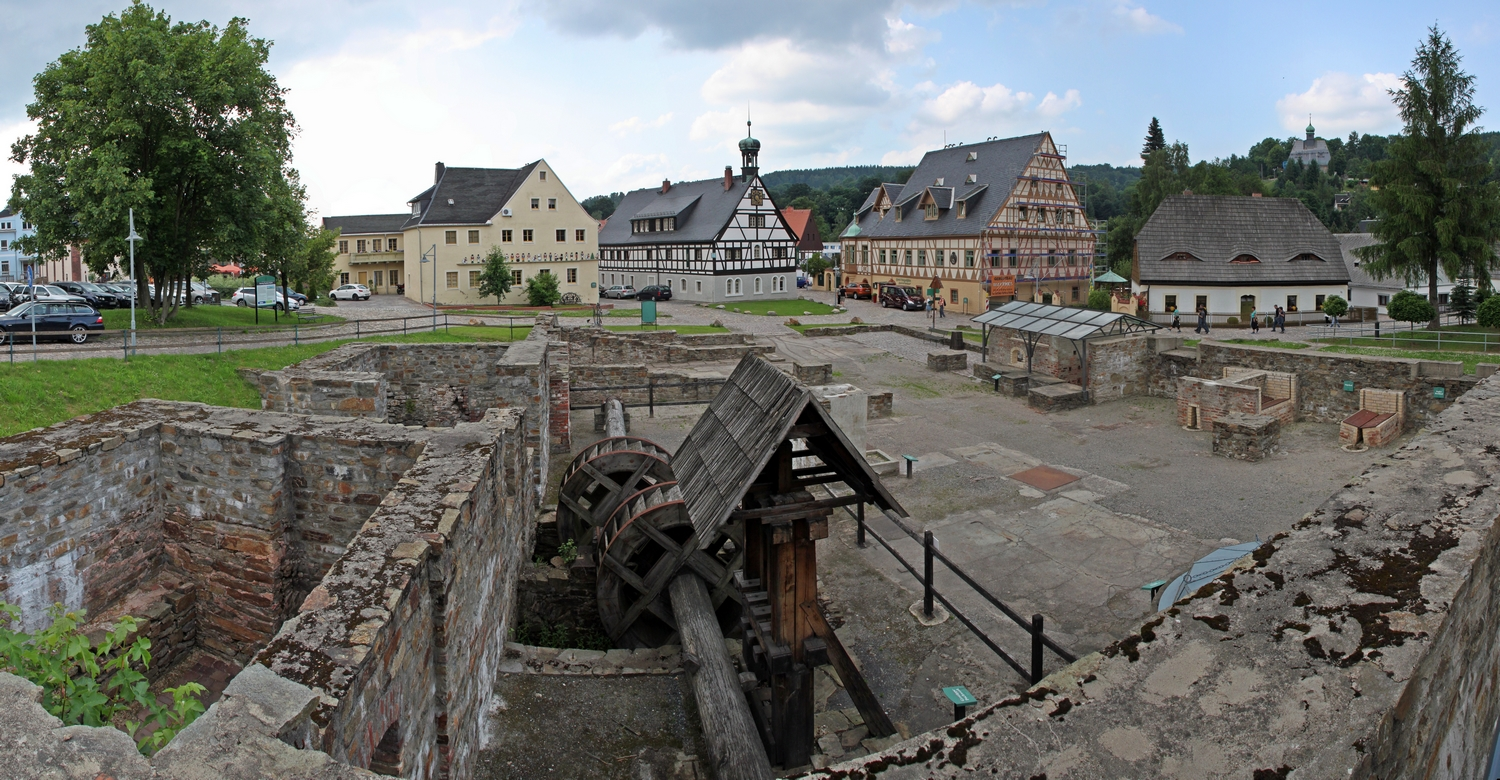
Saigerhüttenkomplex Grünthal

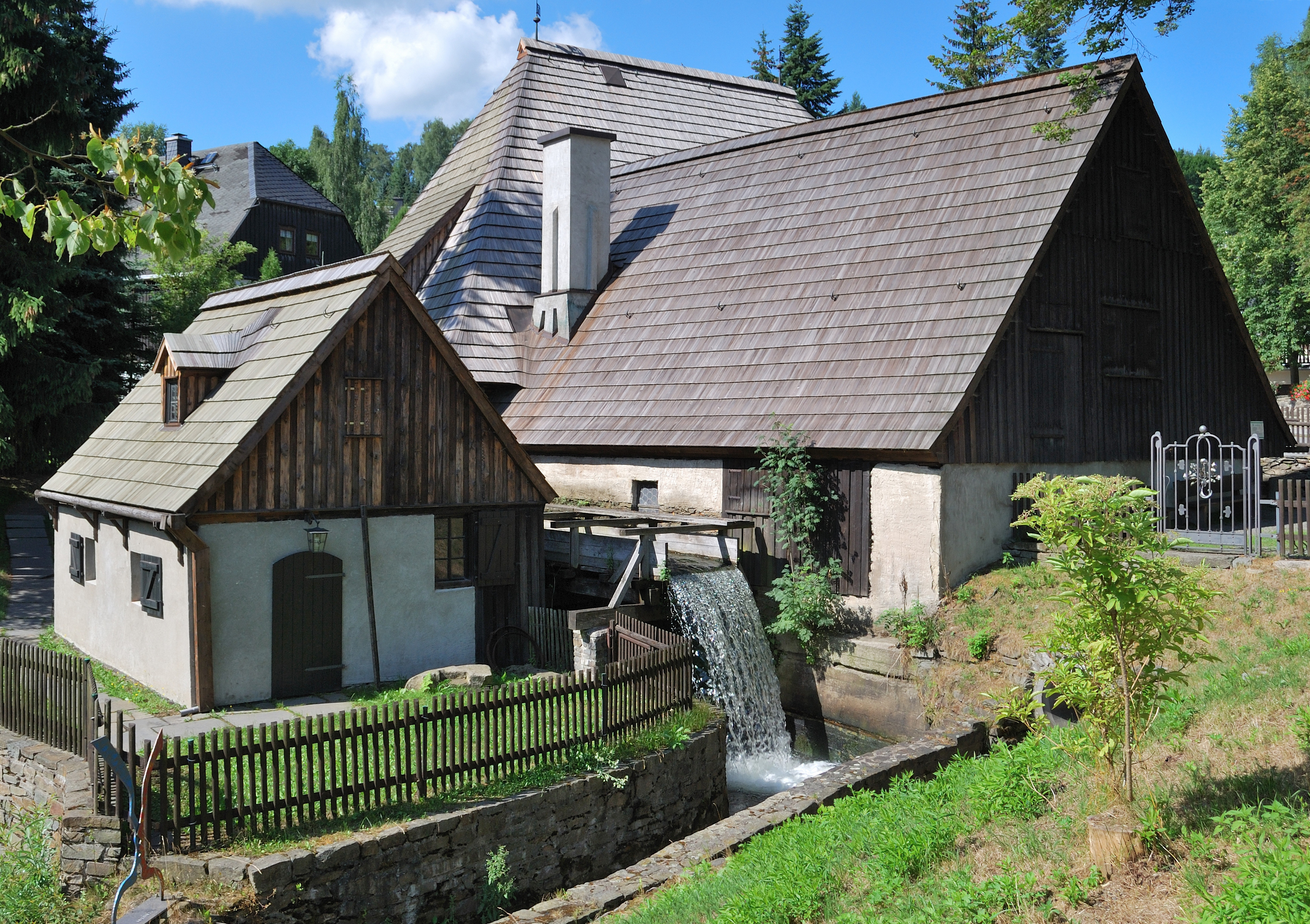
Frohnauer Hammer

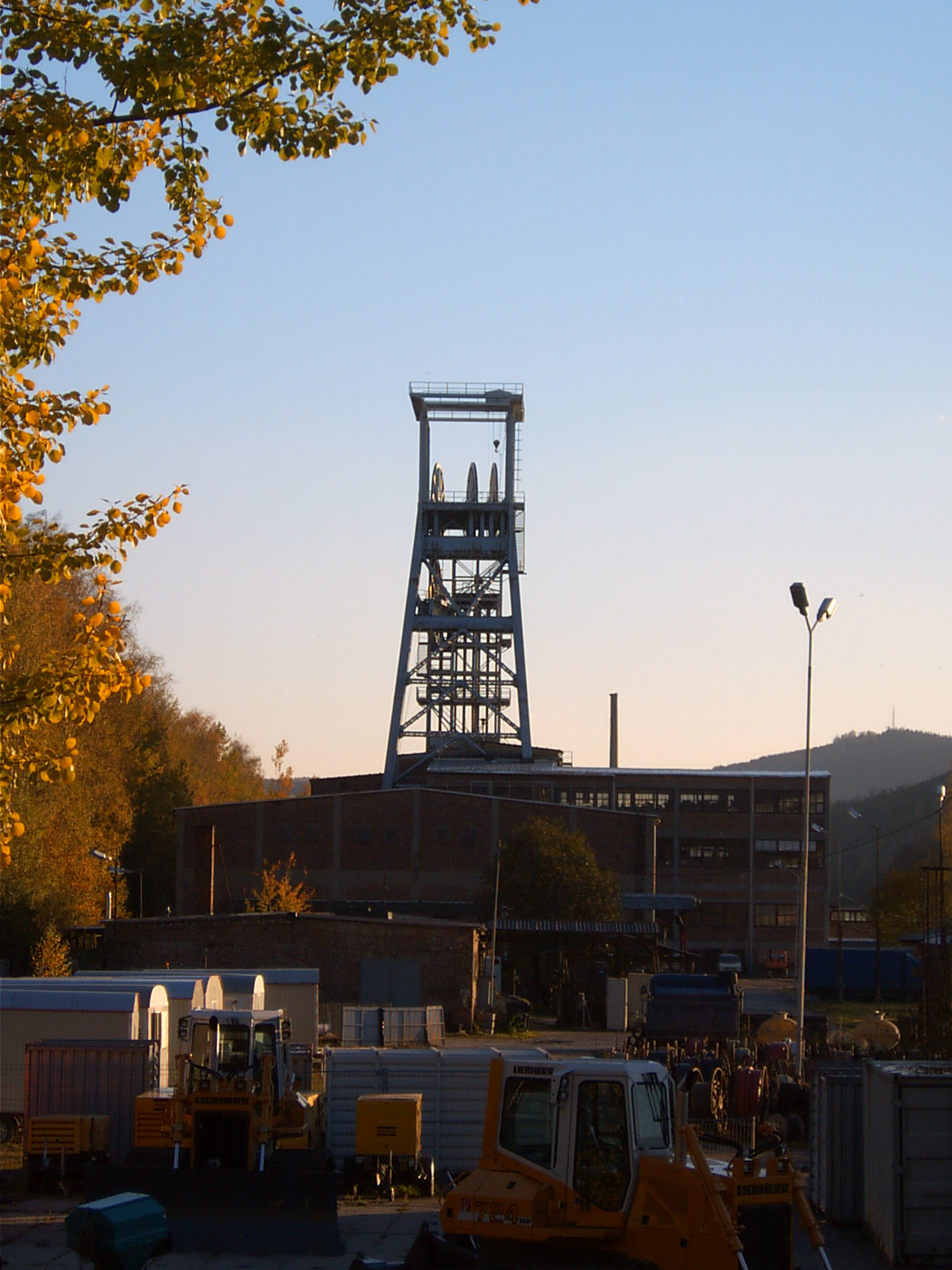
Fördergerüst des Schachtes 371 im Herbst 2004

#### Bergbaugebiet Altenberg
- Hochmittelalterliche Silberbergwerke Dippoldiswalde
- Montanlandschaft Altenberg–Zinnwald
  - Bergbaugebiet am Neufang
  - Steinrückenfelder am Geisingberg
  - Zwitterstock Tiefer Erbstolln
  - Wäsche IV
  - Aschergraben
  - Arno-Lippmann-Schacht
  - Vereinigt Zwitterfeld zu Zinnwald
- Verwaltungssitz Lauenstein
  - Schloss Lauenstein
  - Stadtkirche Lauenstein

#### Bergbaugebiet Freiberg
- Montanlandschaft Freiberg
  - Segen Gottes Erbstolln Gersdorf
  - Historische Altstadt von Freiberg
  - Hauptstollngang Stehender
  - Stolln/Mundlöcher zur Mulde
  - Roter Graben
  - Forschungs- und Lehrbergwerk „Reiche Zeche“
  - Alte Elisabeth Fundgrube
  - Abraham Schacht
  - Hüttenkomplex Muldenhütten
  - Beschert Glück Fundgrube
  - Drei-Brüder-Schacht
  - Alte Mordgrube Fundgrube
  - Bergbaulandschaft Goldbachtal
  - Erzkanal
  - Grube Churprinz Friedrich August Erbstolln
  - Grube Alte Hoffnung Gottes Erbstolln, Kleinvoigtsberg
  - Hüttenkomplex Halsbrücke
  - Rothschönberger Stolln
  - aktive Revierwasserlaufanstalt
  - Freiberger Mulde

#### Bergbaugebiet Schneeberg
- Bergbaulandschaft Hoher Forst
- Montanlandschaft Schneeberg
  - Montanlandschaft Schneeberg–Neustädtel
  - Historische Altstadt Schneeberg
  - Weißer Hirsch Fundgrube
  - Siebenschlehener Pochwerk
  - Silberschmelzhütte St. Georgen
  - Sauschwart Fundgrube
  - Daniel Fundgrube
  - Gesellschaft Fundgrube
  - Knappschaftsteich
  - Filzteich
  - Wolfgang Maßen Fundgrube
  - Fundgrube St. Anna am Freudenstein
- Blaufarbenwerk Schindlers Werk

#### Bergbaugebiet Annaberg
- Montanlandschaft Annaberg-Frohnau
  - Historische Altstadt Annaberg
  - Bergbaulandschaft Frohnau
  - Frohnauer Hammer
- Bergbaulandschaft Pöhlberg
- Bergbaulandschaft Buchholz
  - Bergbaulandschaft Buchholz
  - Grube Alte Thiele
  - Terrakonikhalden Schacht 116

#### Bergbaugebiet Marienberg
- Historische Altstadt Marienberg
- Bergbaulandschaft Lauta
- Bergbaulandschaft Ehrenfriedersdorf
  - Röhrgraben
- Saigerhüttenkomplex Grünthal

#### Bergbaugebiet Schwarzenberg
- Bergbaulandschaft Eibenstock
- Bergbaulandschaft Rother Berg

#### Bergbaugebiet Uranerzbergbau
- Bergbaulandschaft Uranerzbergbau
  - Schachtkomplex 371
  - Haldenlandschaft Uranerzbergbau
  - Markus-Semmler-Stolln

### Tschechien

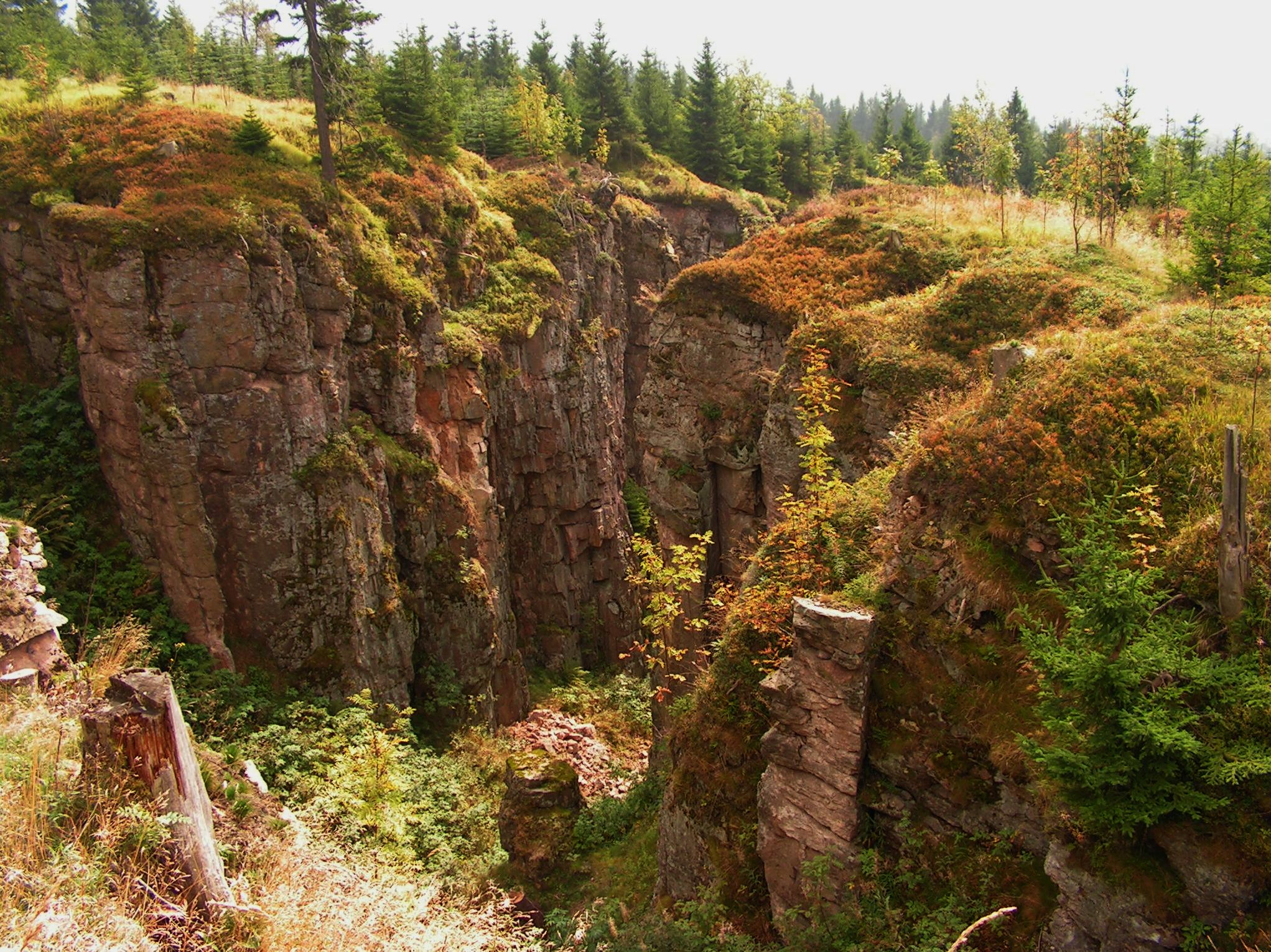
Wolfspinge bei Horní Blatná

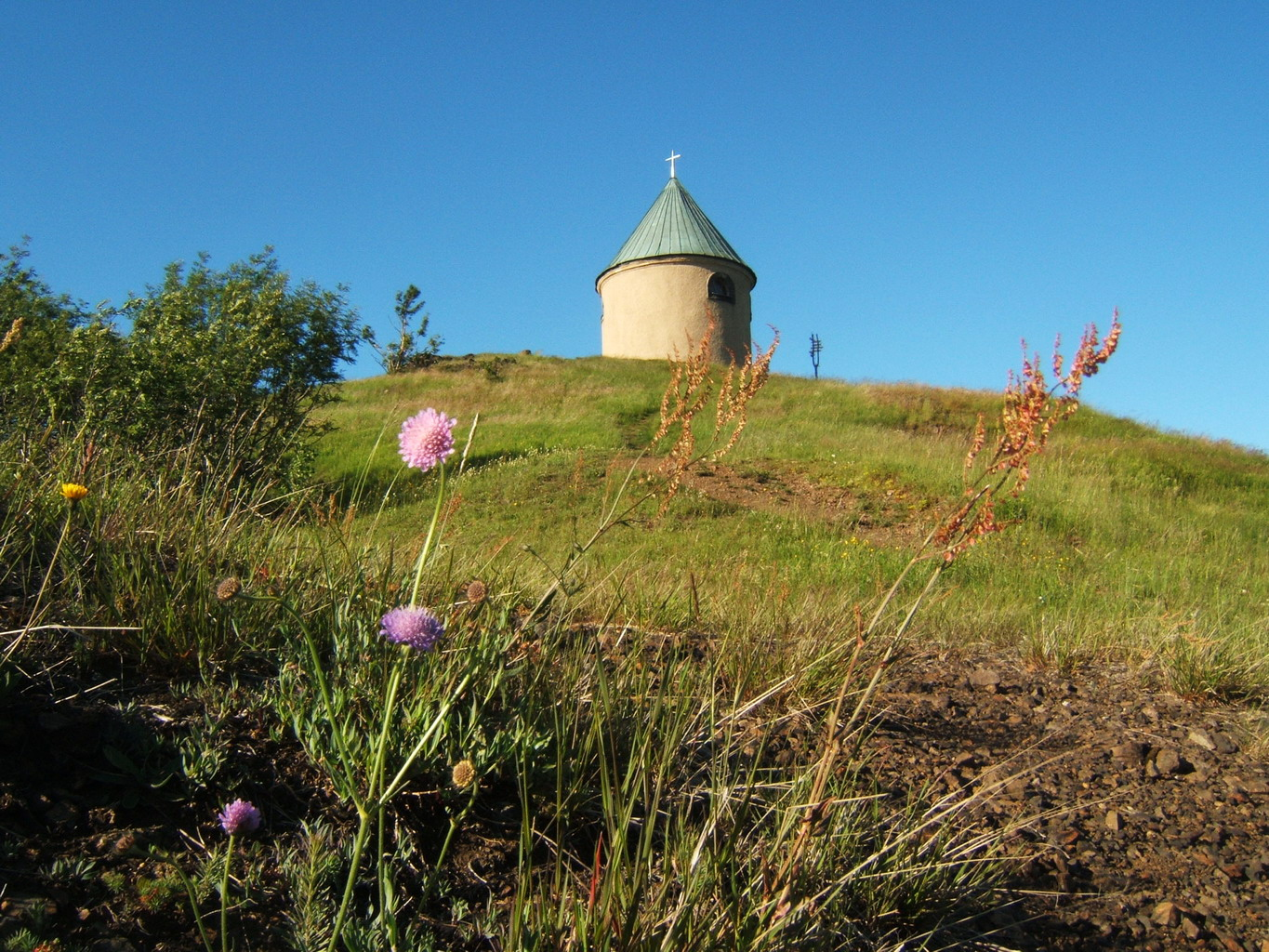
Der Gipfel des Medník

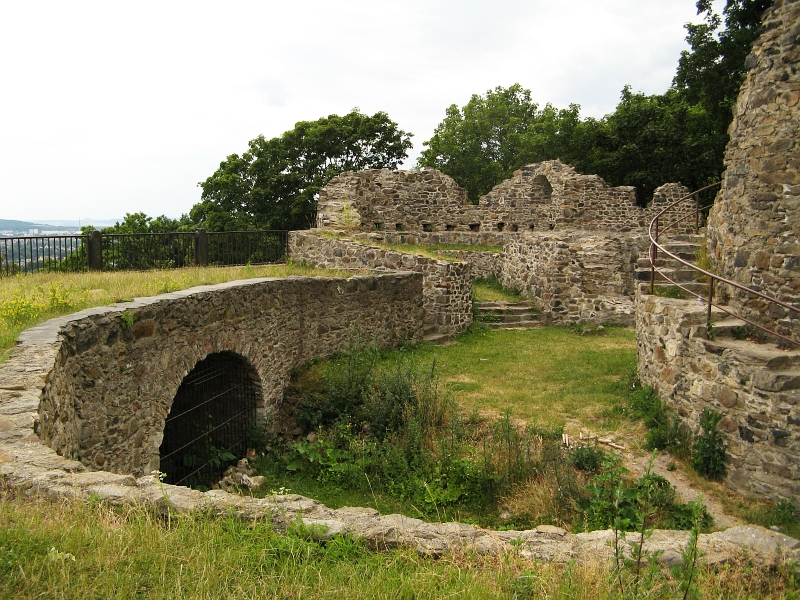
Burg Krupka

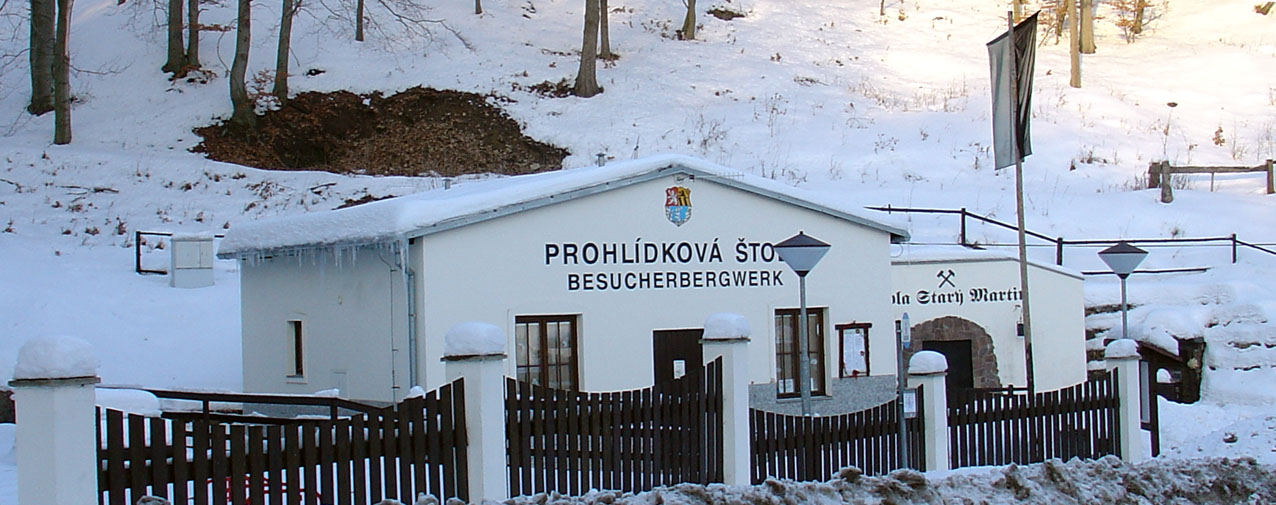
Alter Martin Stolln

#### Bergbaulandschaft Jáchymov
- Städtische Denkmalschutzzone Jáchymov (Joachimsthal)
- Königliche Münze
- Burg Freudenstein
- Grube Svornost und Stolln Nr. 1
- Halden und Pingen auf dem Schweizergang
- Eliastal
- Fundgrübner Stolln und Leithund
- Berg Šance (Türkner Berg)

#### Bergbaulandschaft Abertamy–Boží Dar–Horní Blatná
- Städtische Denkmalschutzzone Horní Blatná
- Wolfspinge
- Grube Mauritius
- Rote Grube
- Zinn- und Eisenrevier Bludná
- Skarnrevier Zlatý Kopec – Kaff
- Zinnrevier Zlatý Kopec – Hrazený potok
- Seifengelände bei Boží Dar
- Plattner Kunstgraben

#### Bergbaulandschaft Vrch Mĕdník (Kupferberg)
- Mariahilf-Stolln
- Gelobtes Land Stolln
- Kapelle „Unbefleckte Empfängnis Maria“

#### Roter Turm des Todes
- Roter Turm des Todes
- Uranabbau nach dem Zweiten Weltkrieg
- Zwangsarbeiterlager in Jachymov

#### Bergbaulandschaft Krupka
- Städtische Denkmalschutzzone Krupka
- Burg Krupka
- Bergbaurevier Knötel
- Bergbaurevier Steinknochen und Alter Martin Stolln
- Bergbaurevier Preisselberg
- Große Pinge auf dem Mückenberg
- Alter Bergsteig

## Assoziierte Stätten
Deutschland

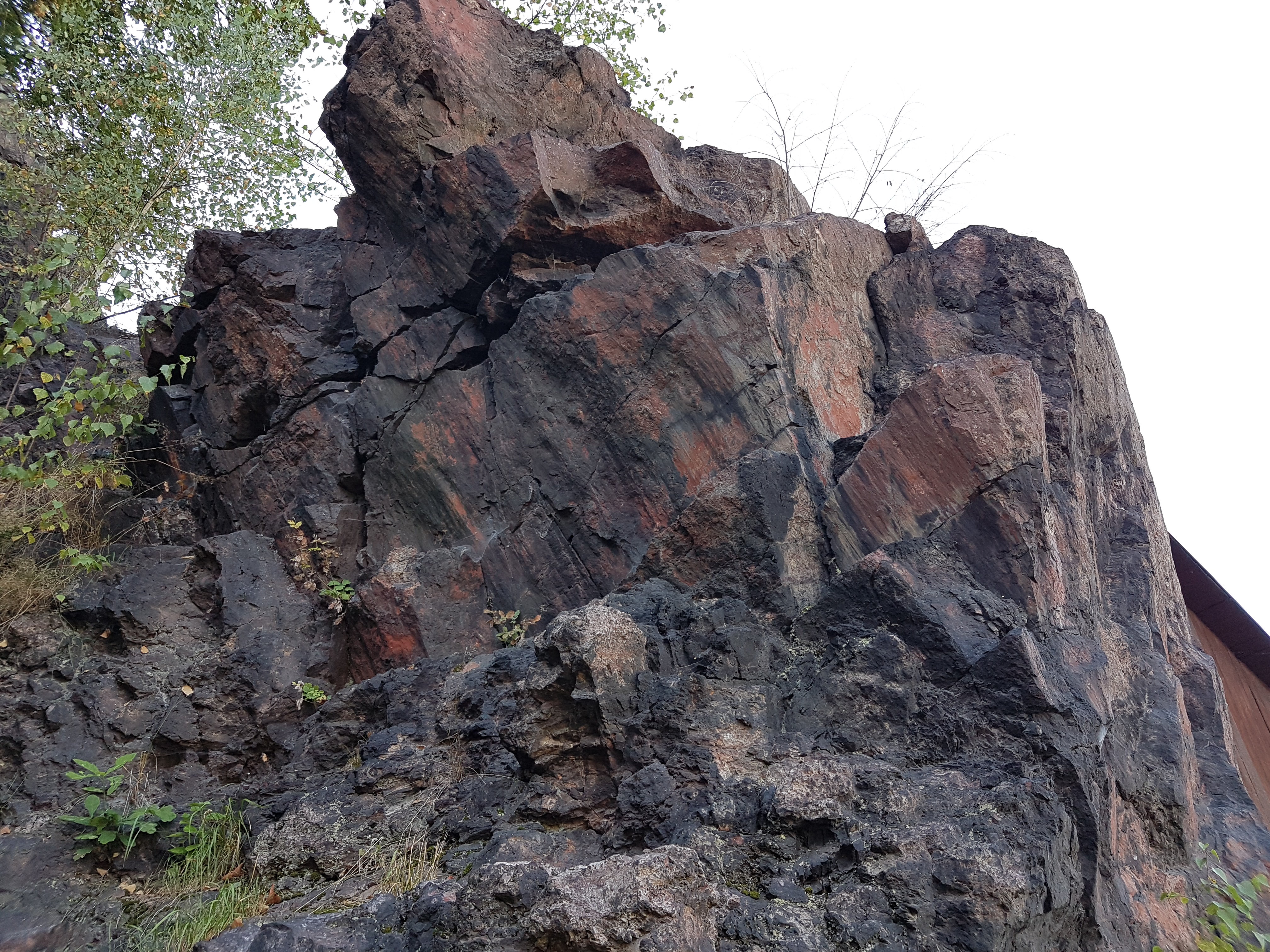
Harnischflächen am Geotop Roter Kamm in Bad Schlema

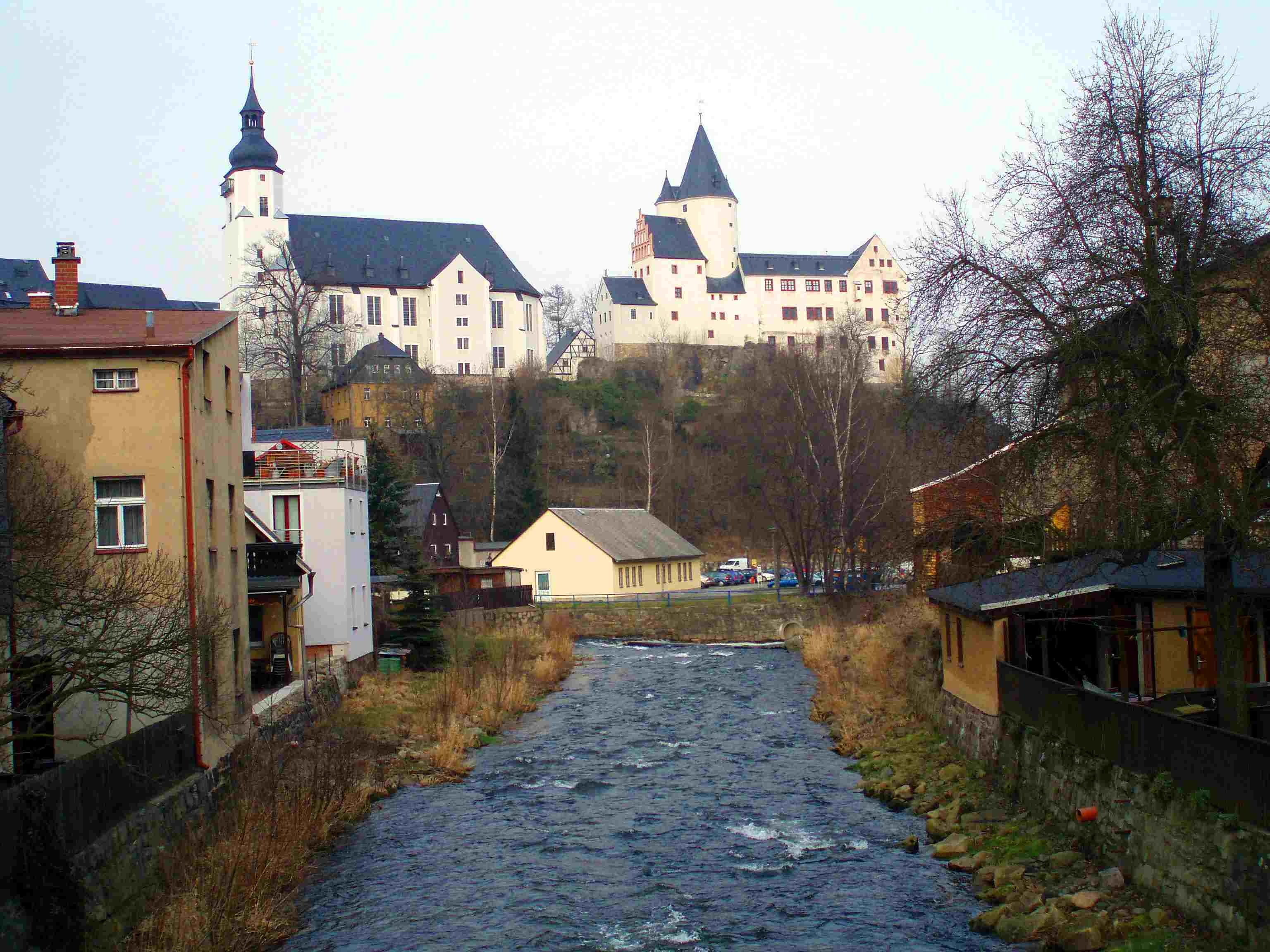
Schloss und Kirche auf Felsriegel über dem Schwarzwasser

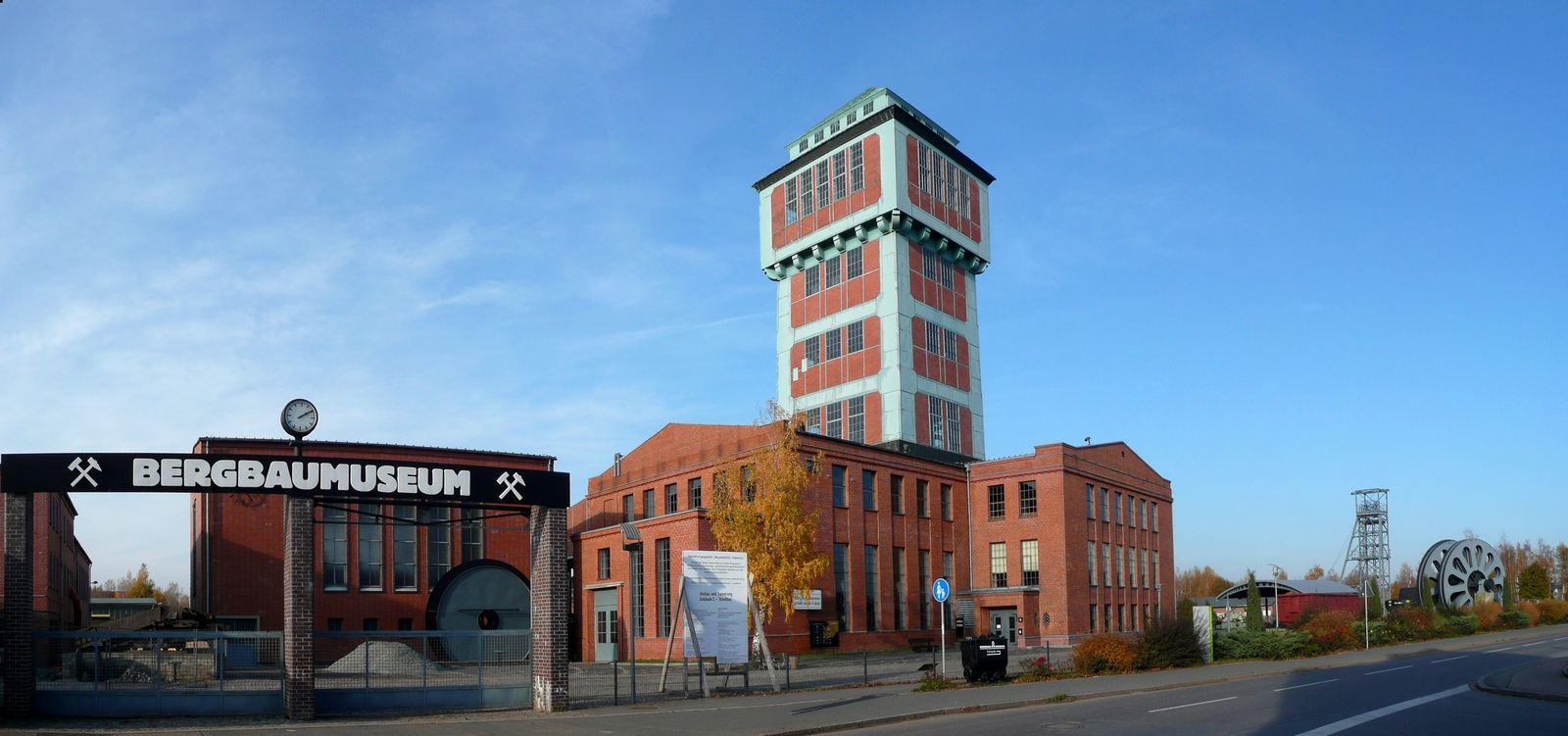
Bergbaumuseum Oelsnitz/Erzgebirge

- (Verwaltungsgebäude) Elite-Automobilwerke, Brand-Erbisdorf
- (Verwaltungsgebäude) Porzellanfabrik Kahla, Zweigwerk Freiberg
- Jagdschloss Augustusburg
- Kalkwerk Lengefeld
- Grüner Graben Pobershau
- Sachzeugen des Kunsthandwerkes in Seiffen
  - Reifendrehwerk Seiffen
  - Bergkirche Seiffen
- Papiermühle Niederzwönitz
- Geotop Scheibenberg
- Eisenhütte Schmalzgrube
- St. Andreas Fundgrube/Weiße Erden Zeche
- Herrenhaus Auerhammer
- Bestecke- und Silberwarenfabrik Wellner
- Schneeberger Floßgraben
- Geotop Roter Kamm
- Schloss Schwarzenberg
- Wismut-Hauptverwaltung Chemnitz
- Bergarbeiterkrankenhaus Erlabrunn
- Sachzeugen des Steinkohlenbergbaus Oelsnitz/Erzgeb.
  - Karl-Liebknecht-Schacht Oelsnitz/Erzgeb.
  - Grubenwehrsiedlung
  - Kulturhaus Hans Marchwitza
  - Berufliches Schulzentrum Oelsnitz
  - Deutschlandschachthalde

Tschechien
- Kalkwerk in Háj bei Loucná pod Klínovcem